# چینقلار تپه
چینقلار تپه مربوط به هزاره اول قبل از میلاد - دوره اشکانیان - دوره ساسانیان است و در شهرستان مراغه، بخش مرکزی، دهستان قره ناز، روستای قلعه خالصه تپه چینقلار واقع شده و این اثر در تاریخ ۳۰ بهمن ۱۳۸۶ با شمارهٔ ثبت ۲۱۰۸۱ به‌عنوان یکی از آثار ملی ایران به ثبت رسیده است.